# 8050 Бейшіда
8050 Бейшіда (8050 Beishida) — астероїд головного поясу, відкритий 18 вересня 1996 року.
Тіссеранів параметр щодо Юпітера — 3,702.